# 翅果杯冠藤
翅果杯冠藤（学名：Cynanchum alatum）是夹竹桃科鹅绒藤属的植物。分布在印度以及中国大陆的云南等地，生长于海拔1,000米的地区，一般生长在疏林中，目前尚未由人工引种栽培。